# Кіммо Рінтанен
Кіммо Танелі Рінтанен (фін. Kimmo Taneli Rintanen; 7 серпня 1973, м. Раума, Фінляндія) — фінський хокеїст, лівий нападник. Виступає за ХК «Клотен» у Швейцарській національній лізі.
Вихованець хокейної школи «Лукко» (Раума). Виступав за «Лукко» (Раума), ТПС (Турку), «Кієкко-67», «Йокеріт» (Гельсінкі). 
У складі національної збірної Фінляндії учасник зимових Олімпійських ігор 1998, учасник чемпіонатів світу 1998, 1999, 2000, 2001, 2002, 2003 і 2004. У складі молодіжної збірної Фінляндії учасник чемпіонату світу 1993. У складі юніорської збірної Фінляндії учасник чемпіонату Європи 1991.
Досягнення
- Бронзовий призер зимових Олімпійських ігор (1998)
- Срібний призер чемпіонату світу (1998, 1999, 2001), бронзовий призер (2000).
- Чемпіон Фінляндії (1995, 2000, 2001), срібний призер (1997), бронзовий призер (1994)
- Срібний призер чемпіонату Швейцарії (2009, 2011).